# Lövői Zenekar
A Lövői zenekar a Győr-Moson-Sopron megyei Lövőn élő fiatalok népzenekara, 2010 óta zenélnek ebben a felállásban. Fellépnek táncházakban, népzenei fesztiválokon, s táncegyüttesek zenei kíséretét adják.

## Története
A tagok zenei tanulmányaikat 2003-ban a lövői iskolában kezdték el Fajkusz Attila vezetésével, a Fajkusz Banda népzenei együttes tagjával. A zenekar mára a Sopron Táncegyüttes és utánpótlás csoportjainak állandó zenekari kísérőjévé vált, de kísérték már a csornai Pántlika- és a nagycenki Hársfa Néptáncegyüttest is. Rendszeres fellépők az évente megrendezésre kerülő nagycenki Hársfa fesztiválon, a sopronkövesdi Kövirózsa bálon és a soproni Szent Iván Folk Festen.
2010. május elején a soproni Pendelyes Táncegyüttessel a lengyelországi Zoryban rendezett fesztiválon szerepeltek. 2010 nyarán a Pántlika Néptáncegyüttessel a franciaországi Bouxwiller-ben vettek részt egy nemzetközi néptáncfesztiválon, majd Lövő testvértelepülésén, a lengyelországi Lelówban léptek fel. 2011-ben a Kiscsőszi Pajtafesztiválon Marcaliban és a Sziget fesztiválon is szerepeltek. Erdélyben először Marosvásárhelyen jártak, másodszor Dicsőszentmártonban a Kis-Küküllő menti fesztiválon vettek részt, 2013 októberében pedig Medgyesen léptek fel a Szeben Megyei Magyar Napok című rendezvényen.
10 éves fennállásuk alkalmából 2013. szeptember 15-én tartották meg jubileumi műsorukat a Soproni Táncegyüttes, a Fajkusz Banda, a Soproni Kisbanda, a Lövői Női Kar, a Völcseji Népdalkör, Marázné Németh Nikolett és Salamon Katalin vendégszereplésével.

## Tagok
- Tóth Nóra
- Megyeri Enikő
- Galavics Dóra
- Rákóczi Barnabás

## Galéria

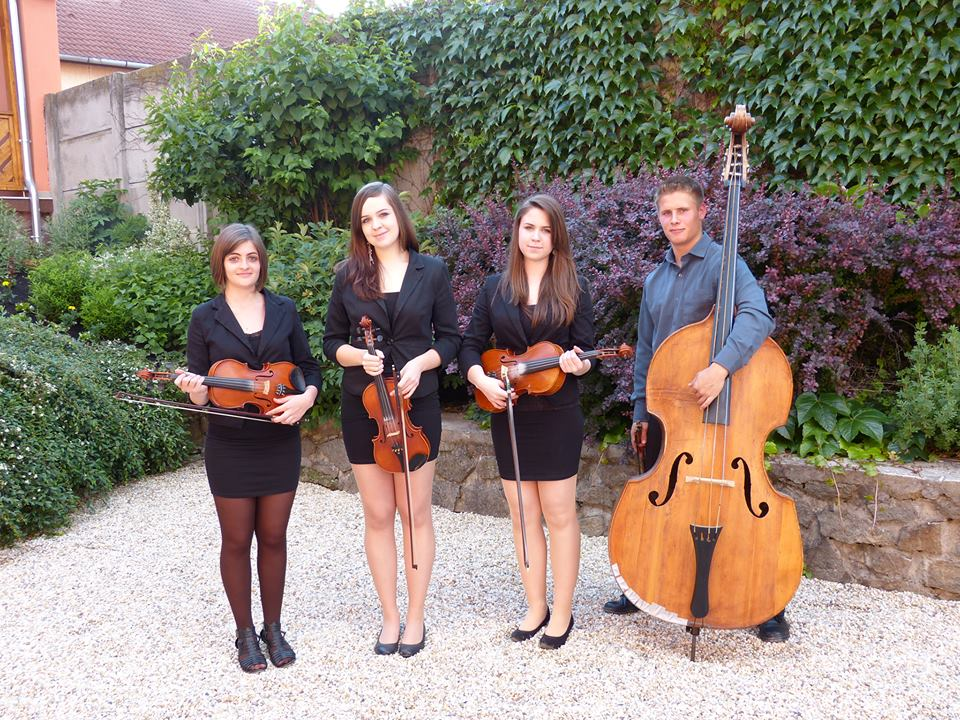
A zenekar
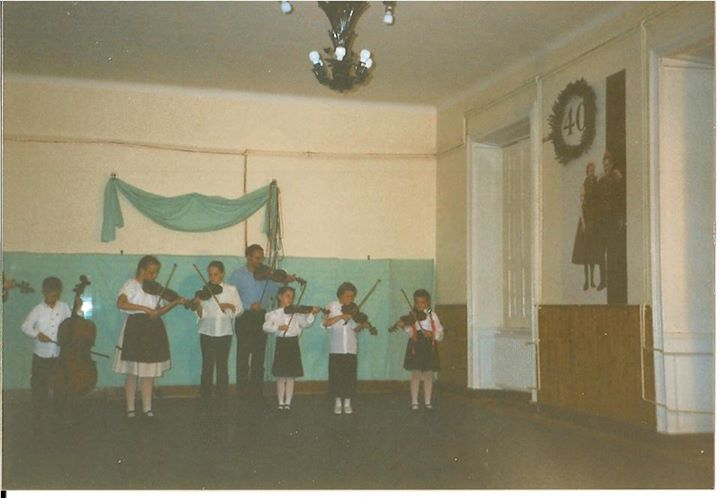
A zenekar első fellépése
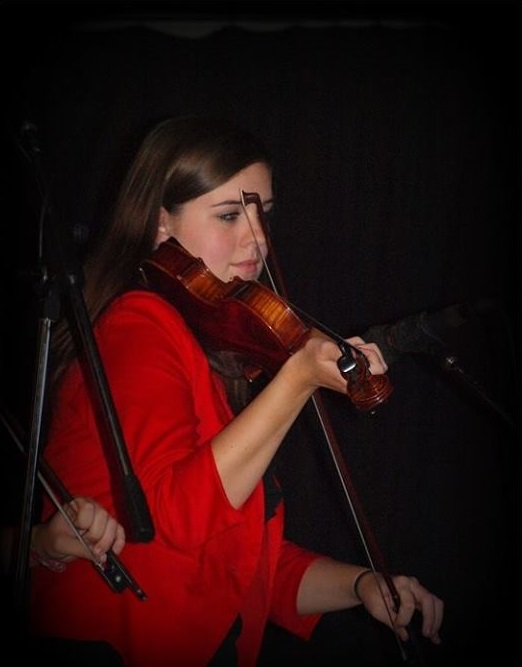
Tóth Nóra – hegedű
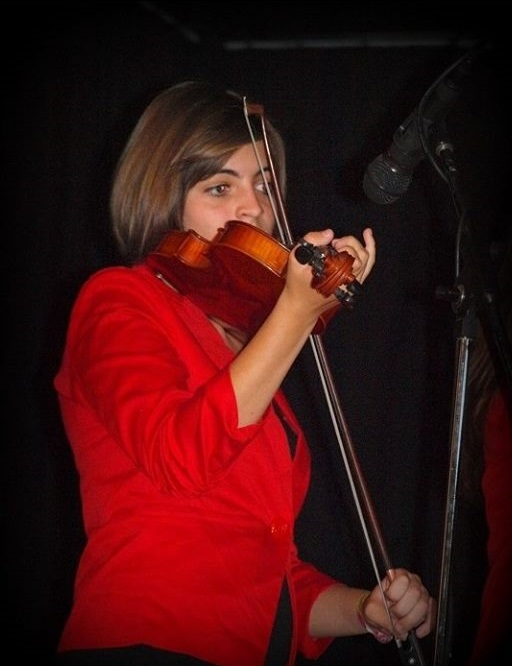
Megyeri Enikő – hegedű
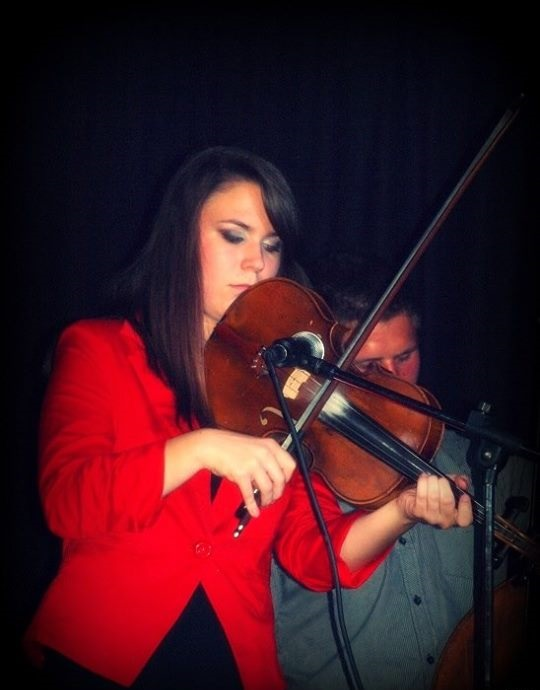
Galavics Dóra – brácsa